# У Маокунь
У Маокунь (кит. трад. 吳茂昆, піньїнь: Wú Màokūn; нар. 6 грудня 1949,Тайвань) — тайванський фізик, що спеціалізується в області надпровідності, фізики низьких температур і фізики високих тисків. У різний час обіймав посади професора фізики в Алабамському університеті в Гантсвіллі, Колумбійському університеті та Національному університеті Цінхуа, директора Інституту фізики Академії Сініка, президента Національного університету Дун-Ва. Згодом працював науковим співробітником Інституту фізики Академії Сініка.

## Біографія
У народився місті Юйлі, повіт Хуалянь. Батько-етнічний хокло. Дитинство провів на Тайвані.
У 1981 році отримав ступінь доктора філософії в Г'юстонському університеті. Працював там же науковим співробітником протягом двох років, потім перейшов на посаду доцента фізики в Алабамський університет в Гантсвіллі. У 1987 році отримав посаду професора. Разом із Полом Чу та Джимом Ешберном виявив надпровідність в оксиді ітрію-барію-міді при температурі вище 77 К (тобто температурі рідкого азоту). Згідно Science Citation Index пошукової системи Web of Science, робота У Маокуня з співавторами Superconductivity at 93 K in a new mixed-phase Y-Ba-Cu-O compound system at ambient pressure, опублікована в журналі Physical Review Letters Американського фізичного товариства, цитувалася в журнальних статтях більше п'яти тисяч разів і справила визнаний вплив на прикладну науку та бізнес. У Маокунь був запрошений викладати і проводити подальші дослідження в області високотемпературної надпровідності у Тайванський Національний Університет Цінхуа.
Із 2004 по 2008 рік У Маокунь був головою Національної наукової ради Китайської Республіки. У 2018 році він був призначений міністром освіти в кабінеті прем'єра Вільяма Лая, але пішов у відставку через 41 день роботи. Згодом У був притягнутий до відповідальності за порушення Закону про державну службу та Закону про відвід державних службовців через конфлікт інтересів.

## Особисте життя
У Маокунь одружений, двоє дітей.

## Академічні нагороди та премії
- 1988 Щорічна премія Китайської інженерної асоціації США
- 1988 Нагорода штату Алабама
- 1988 Премія Алабамського університету за дослідження
- 1988 Премія Комстока Національної академії наук США
- 1989 Премія «Тамканський золотий орел» Тамканського університету (Тайвань)
- 1994 Член Китайського фізичного товариства.
- 1994 Премія Бернда Теодора Матіаса
- 1995 Премія Ю. Т. Лі видатному вченому
- 1998 Спеціальні премії НАСА
- 2007 Премія Етторе Майорана — Наука в ім'я миру (Італія)
- 2009 Премія тайвансько-американського фонду (TAF)
- 2010-03 Премія Гумбольдта за дослідження (Німеччина)